# Chiara Ingrao
Chiara Ingrao (Roma, 25 de abril de 1949) é uma política, sindicalista e escritora italiana.
Filha de Pietro Ingrao e sua esposa Laura Radice, nasceu em Roma em 25 de abril de 1949.
Graduada em línguas e literatura estrangeira e intérprete, iniciou suas atividades políticas no movimento estudantil de 1968 e no movimento feminista do início dos anos 1970; posteriormente, desenvolveu  atividades sindicais (como funcionária da CGIL, de 1973 a 1980), promovendo os primeiros núcleos femininos no sindicato. Essas experiências inspiraram seu romance Dita di dama, de 2009, que obteve o Prêmio Alessandro Tassoni, em 2010, e encenado em  2017 por Laura Pozone e Massimiliano Loizzi.
Foi eleita para a Câmara dos Deputados, pelo Partido Democrático de Esquerda, e fez parte da XI Legislatura, (1992 - 1994). Mais tarde, Ingrao serviu como conselheira do Ministro italiano para a Igualdade de Oportunidades.